# Paralaophonte septemarticulata
Paralaophonte septemarticulata is een eenoogkreeftjessoort uit de familie van de Laophontidae. De wetenschappelijke naam van de soort is voor het eerst geldig gepubliceerd in 1978 door Chislenko.